# سريعة الأيض
سريعة الأيض (باليونانية: Tachymetabolism)‏ (تعني: tachys/tachus = «سريع»؛ metabolia = «أيض»). تشير إلى الكائنات التي معد الأيض عندها مستمر بمعدل مرتفع نسبيا، وهي من خصائص حيوانات ذات الدم الحار (انظر داخلية الحرارة)، فهي تولد حرارة مهمة للحفاظ على درجة حرارة اجسامها على مستوى عال ومستقر. معدل الأيض عند «سريعات الأيض» يعادل خمس مرات معدل الأيض عند «خارجية الحرارة» (ذوات الدم البارد) المساوية لها بالحجم. ومن الصعوبات التي تواجهها الحيوانات السريعة الأيض هو التصرف عند ندرة الغذاء.